# 昭和日タン
昭和日タン株式会社（しょうわにっタン）は、日本のENEOSグループの物流企業。
2012年4月1日に昭和油槽船株式会社（しょうわゆそうせん）が日本タンカー株式会社（にほんタンカー）を合併し、商号変更した。

## 沿革
- 1945年（昭和20年）7月 - 日新運輸倉庫株式会社（現・日新）と平澤運輸株式会社の油槽船部門を継承し、昭和油槽船株式会社を設立（設立当時の本社は神奈川県横浜市中区）。東京湾内における海上輸送を開始。
- 1948年（昭和23年）10月 - 昭和油槽船が沿岸航路における海上輸送を開始。
- 1952年（昭和27年）5月 - 昭和油槽船の本社を東京都中央区へ移転。
- 1957年（昭和32年）
  - 2月 - 昭和油槽船が近海航路における海上輸送を開始。
  - 6月 - 昭和油槽船の本社を東京都千代田区へ移転。
- 1960年（昭和35年）5月 - 昭和油槽船が子会社として京浜タンカー株式会社（初代）を設立し、平水関係業務を開始。
- 1961年（昭和36年）
  - 7月 - 昭和油槽船子会社の京浜タンカー株式会社（初代）が近海タンカー株式会社に商号変更。
  - 11月 - 昭和油槽船子会社の近海タンカーが丸善石油（現・コスモ石油）関係の業務委譲を受ける。
- 1962年（昭和37年）7月 - 昭和油槽船が子会社の京浜タンカー株式会社（2代目）を設立し、油脂艀関係の業務を開始。
- 1967年（昭和42年）
  - 3月 - 日本タンカー株式会社設立（設立当時の本店は東京都港区西新橋二丁目5番6号）。
  - 10月 - 日本タンカーの本店を東京都港区芝西久保桜川町28番地へ移転。
- 1968年（昭和43年）8月 - 東部タンカー株式会社（旧・楽郷海運株式会社）を日本タンカーの傘下に吸収。
- 1969年（昭和44年）4月 - 昭和油槽船子会社の近海タンカーが共同石油（後のジャパンエナジー。現・ENEOS株式会社）関係の業務委譲を受ける。
- 1975年（昭和50年）2月 - 昭和油槽船が同業3社と日石内航サービス株式会社を設立し、根岸地区の代理店業務を委譲。
- 1977年（昭和52年）9月 - 住居表示の実施に伴い日本タンカーの本店の住所表記が東京都港区虎ノ門一丁目18番1号に変更。
- 1983年（昭和58年）
  - 5月 - 昭和油槽船が子会社の昭栄産業株式会社（現・昭栄マリン）を設立し、舶用機器・燃料油・その他物品の売買、問屋代理及び仲立業を開始。
  - 9月 - 日本タンカーが英幸海運株式会社と合併。
- 1990年（平成2年）12月 - 日本タンカーが子会社のニッタンマリンサービス株式会社を設立。
- 1993年（平成5年）7月 - 昭和油槽船が同業5社と北海道シーポートサービス株式会社を設立し、室蘭地区の代理店業務を開始。
- 1997年（平成9年）8月 - 昭和油槽船の本社を東京都港区海岸へ移転。
- 1998年（平成10年）8月 - 日鉱石油販売株式会社の営業の一部を日本タンカー子会社のニッタンマリンサービス株式会社が譲受。9月1日、株式会社ペトロマリンサービスに社名変更。
- 1999年（平成11年）11月 - 日本タンカーが子会社の直江津シーサービス株式会社を設立。
- 2000年（平成12年）9月 - 日本タンカーがジャパンエナジーから配油・配船業務を移管。
- 2001年（平成13年）
  - 4月 - 
    - 昭和油槽船が（旧）石油海運株式会社を合併。
    - 日本タンカーが子会社の株式会社ニッタンマリンサービス設立。
    - 極東マリン株式会社（（旧）石油海運子会社）と日本海運輸株式会社（昭栄マリン株式会社の子会社）が合併し、（新）石油海運株式会社となる。

  - 7月 - 
    - 日本タンカー子会社の東部タンカー株式会社名古屋営業所を分割しセンターマリン株式会社設立。
    - 日本マリン株式会社の石油部門の営業を日本タンカーに譲受。

  - 8月 - 東部タンカー株式会社の京浜地区の営業を日本タンカーが分割吸収
- 2002年（平成14年）
  - 4月 - 昭和油槽船が子会社の京浜タンカー株式会社を合併。
  - 8月 - 昭和油槽船子会社の（新）石油海運株式会社が函館マリン株式会社を設立。
- 2003年（平成15年）5月 - 昭和油槽船子会社の（新）石油海運株式会社が昭和マリタイム株式会社に商号変更し、併せて、海上従業員を同社に移管しグループ各社の機能を再編する。
- 2004年（平成16年）
  - 4月 - 昭和油槽船の配乗業務を子会社の昭和マリタイム株式会社に委託。
  - 7月 - 昭和油槽船の本社を東京都港区西新橋へ移転。
- 2008年（平成20年）7月 - 日本タンカーの本店を東京都港区西新橋1-18-17に移転
- 2012年（平成24年）
  - 3月 - 日本タンカーの海工務部門を分割し、船舶管理を担当する子会社昭和日タン運航株式会社を設立。
  - 4月 - 
    - 昭和油槽船が日本タンカーを吸収合併し、昭和日タン株式会社に商号変更。併せて、本社を東京都千代田区丸の内に移転。
    - 合併に伴い、昭和油槽船子会社の昭和マリタイム株式会社は昭和日タンマリタイム株式会社に、日本タンカー子会社の株式会社ニッタンマリンサービスは昭和日タンマリンサービス株式会社にそれぞれ商号変更する。

## 関連会社
- 昭和日タンマリタイム株式会社
- 昭和日タン運航株式会社
- 昭和日タンマリンサービス株式会社
- 昭栄マリン株式会社
- 函館マリン株式会社（昭和日タンマリタイム株式会社の完全子会社）
- 株式会社ペトロマリンサービス
- センターマリン株式会社
- 日本特殊船株式会社
- 直江津シーサービス株式会社
- 福井備蓄マリン株式会社
- 新日石内航サービス株式会社
- 北海道シーポートサービス株式会社
- 近海タンカー株式会社